# Ebensburg
Ebensburg  è una borough degli Stati Uniti d'America, nella contea di Cambria nello Stato della Pennsylvania. Secondo il censimento del 2000 la popolazione è di 3.091 abitanti.

## Società

### Evoluzione demografica
La composizione etnica vede una maggioranza di quella bianca ( 98,67%), seguita dagli asiatici (0,52%) dati del 2000.
| borough di Ebensburg Popolazione |       |
| 2000                             | 3.091 |
| Previsione al 2009               | 2.901 |